# Anthus melindae
Anthus melindae е вид птица от семейство Стърчиопашкови (Motacillidae). Видът е почти застрашен от изчезване.

## Разпространение
Видът е разпространен в Кения и Сомалия.